# 연평도 해역 공무원 피격 사망 사건
연평도 해역 공무원 피격 사망 사건(延坪島海域公務員被擊死亡事件)은 2020년 9월 대한민국 인천광역시 옹진군 소연평도 인근 해역에서 실종된 대한민국 해양수산부 공무원이 북한 등산곶 인근 해역에서 조선인민군에 의해 피격 받아 사망한 사건이다.

## 전개

### 대한민국 정부 측의 설명
- 2020년 9월 21일 오전 1시 35분쯤 이씨는 무궁화 10호 조타실에서 동료와 함께 근무하던 중 컴퓨터로 행정업무를 하겠다며 조타실을 비웠다. 그리고는 다음 조와 교대하는 시각인 오전 4시까지 돌아오지 않았다. 같은 근무조였던 동료는 혼자 인수·인계를 했다.[1]
- 21일 오전 11시 35분쯤, 점심시간인데도 이씨가 선내 식당에 오지 않자 동료들이 찾아 나섰다. 하지만 선내 어디에도 행방이 묘연했고, 선미 우현에는 이씨 것으로 추정되는 슬리퍼가 굵은 밧줄 더미 속에 놓여 있었다.[1]
- 21일 12시 51분경, 해양수산부 서해어업관리단 소속 어업지도선의 1등 항해사인 40대 공무원 1명이 소연평도로부터 남쪽 2km 떨어진 해상에서 실종됐다는 신고가 접수되었다.[2][3]
- 22일 오후 3시 30분경 북한 수상사업소 선박이 등산곶 인근 해상에서 실종자 이대준씨를 최초 발견, 접촉한 것으로 추정된다.[4]
- 22일 오후 4시 40분쯤 방호복과 방독면을 착용한 북측 인원이 실종자에게 접근해 표류 경위를 확인하면서 월북 진술을 들은 것으로 파악했다.[4]
- 22일 오후 9시 40분쯤 총격이 일어난 것으로 추정된다. 이대준씨에 접근한 북한 선박에서 원거리 사격한 것으로 추정된다. 추정 총격 장소는 실종 장소에서 38 km 북서서쪽으로 떨어진 NLL 이북의 해상이다.
- 22일 오후 10시 11분, 북한군 단속정이 나타나 상부 지시로 이대준씨에게 사격을 가한 것으로 추정된다.[4]
- 22일 오후 10시 11분쯤 군 당국에 의하면 연평도 군 감시 장비가 불빛을 관측했는데 북한군 단속정이 상부 지시로 실종자에게 사격을 가한 것으로 보이며 방독면을 쓰고 방호복을 입은 북한군이 시체에 접근해 불태운 정황이 포착됐고[4][5], 서욱 국방부 장관은 북측이 시체에 접근해 기름을 뿌리고 불태웠을 가능성이 있다고 밝혔다.[6]

### 북한측의 설명
9월 25일 오전 청와대 앞으로 도착한 조선로동당 중앙위원회 통일전선부 명의의 통지문에 따르면 이번 사건의 전개는 다음과 같다.
- 이 사건은 "22일 저녁 황해남도 강령군 금동리 연안 수역에서 정체불명의 인원 1명이 북한 측 영해 깊이 불법 침입하였다가 우리 군인들에 의해 사살(추정)되는 사건"이다.[7]
- 사건 경위를 조사한데 의하면 북한 측 해당 수역 경비담당 군부대가 어로작업중에 있던 북한 수산사업소 부업선으로부터 정체불명 남자 한명 발견했다는 신고를 받고 출동했으며 강령반도 앞 북한 측 연안에 부유물을 타고 불법 침입한 자에게 80미터까지 접근해 신분 확인을 요구했으나 처음에는 한 두번 대한민국 아무개라고 얼버무리고는 계속 답변하지 않았다고 한다.[7]
- 조선인민군 군인들의 단속명령에 계속 함구무언하고 불응하기에 더 접근하면서 2발의 공포탄을 쏘자 놀라 엎드리면서 정체불명의 대상이 도주할 듯한 상황이 조성되었다고 한다.[4][7] 일부 군인들의 진술에 의하면 엎드리면서 무엇인가 몸에 뒤집어쓰려는 듯한 행동을 한 것을 보았다고도 하였다.[7]
- 조선인민군 군인들은 정장의 결심 밑에 해상경계근무 규정이 승인한 행동준칙에 따라 10여 발의 총탄으로 불법 침입자를 향해 사격하였으며, 이때의 거리는 40~50m였다고 한다.[4][7]
- 사격 후 아무런 움직임도없어 10여미터까지 접근하여 확인 수색하였으나 정체불명의 침입자는 부유물 위에 없었으며 많은 양의 혈흔이 확인되었다고 한다.[4][7] 조선인민군 군인들은 불법 침입자가 사살된 것으로 판단하였으며, 침입자가 타고 있던 부유물은 국가비상방역 규정에 따라 해상 현지에서 소각하였다고 한다.[4][7]

## 관련 논란

### 월북 논란
대한민국 국군은 이대준씨가 월북을 시도했을 가능성이 높다고 보고 있다. 군 관계자는 "정보분석 결과 실종자가 구명조끼를 착용한 점, 어업지도선에서 이탈할 때 본인 신발을 유기한 점, 소형 부유물을 이용한 점, 월북 의사를 표명한 정황이 식별된 점 등을 고려하면, 자진 월북 시도했을 가능성이 높은 것으로 판단되고 자세한 경위는 수사 중"이라고 밝혔다.
이에 대해 야당인 국민의힘 측은 월북자가 맞느냐고 의혹을 제기하였었다. 국민의힘 이만희 의원은 2008년 7월의 금강산 관광객인 박왕자씨가 북한 총격에 사망한 사건을 언급하며 "실종된 위치, 무궁화10호가 있던 위치는 북한 해역으로부터 10 km 이상 떨어진 지점이었는데, 그 먼 거리에서 월북을 시도한다는 것도 이해가 되지 않는다"라고 했다. "아무리 수영을 잘하는 사람이라고 하더라도 그 바다에서, (북한과) 10 km 이상 떨어진 지점에서 월북하겠다고 뛰어내리는 사람이 있겠나"라고 말했다.
9월 24일 오후 경 국회 국방위원회에서 열린 비공개 회의에서 국방부의 주요 내용 보고가 있었으며, 비공개 회의가 끝난 후 국방위원회 간사인 국민의힘 한기호 의원의 발언이 무엇이었는지는 노컷뉴스에서는 "국방부의 보고 내용을 보면 월북이라고 판단할 수 있는 정황이 선명하다"고 말했다고 하였고, 뉴스1에서는 "월북이라고 판단할 수 있는 정황이 너무나 선명해 보이기 때문에 국방부가 그렇게 정황판단을 한 것"이라고 하였다.
9월 25일 더불어민주당 소속 전해철 정보위원장은 "사실관계에 대한 판단을 국정원이 주도적으로 한게 아니다. 국정원은 월북이다 아니다를 말하는 것을 굉장히 신중하게 얘기한다"고 말하면서, "정보 자산에 의해 수집된 자산에 의하면 월북으로 보이는 여러가지에 대해 관계기관들의 이야기가 있었다"면서도 "국정원이 그것(월북)에 대해 최종적인 판단은 하지 않았다"고 설명했다.
피격 당한 공무원의 형 이래진씨를 포함한 유가족은 월북이 아니라고 주장하고 있다. 9월 28일 더불어민주당 '서해상 공무원 피살 사건 관련 공동조사·재발방지 특별조사위원회'의 위원장을 맡은 황희 민주당 의원은 '다양한 경로로 획득한 한미 간 첩보와 정보에 의하면, 유가족에 안타깝고 죄송하지만 월북은 사실로 확인돼가고 있다”라고 하였다.

### 9·19 군사합의 위반 논란
9·19 군사분야 남북합의서에 따라 서부지역은 군사분계선(MDL)으로부터 상호 10 km 구역에서는 무인기를 띄울 수 없도록 했기 때문에, 정확한 실시간 정찰은 불가능했다. 그러나 한국군 백두정찰기의 카메라는 200 km 거리까지 실시간 동영상 정찰이 가능하다. 한국군은 어떤 정보수집 수단으로 그런 정황을 포착했는지에 대해서는 자세히 밝히지 않았다.
북한군의 이번 만행이 9·19 군사합의 위반이냐 아니냐에 논란이 있다.
정부는 9·19 남북군사합의 위반이 아니라고 결론지었다. 청와대 고위 관계자는 24일 브리핑에서 “9·19 합의는 완충구역에서의 해상 군사훈련, 중화기 사격을 중단하기로 한 것”이라며 “그런 부분 하나하나에 대한 위반은 아니다”라고 밝혔다. 다만 “전체적으로 남북 간 적대행위나 군사적 신뢰구축에 장애가 되는 것은 분명하다”고 지적했다. 북한군이 해당 공무원의 시신을 불태운 행위에 대해서도 군사합의상 적대행위는 아니지만 반인륜적 행위로 규정했다”고 했다.
9·19합의 제1조에는 "남과 북은 지상과 해상, 공중을 비롯한 모든 공간에서 군사적 긴장과 충돌의 근원이 되는 일체의 적대행위(hostile act)를 전면중지하기로 한다"고 명시돼 있다.
24일 국가안전보장회의(NSC) 사무처장인 서주석 국가안보실 1차장은 "9ㆍ19 합의 위반은 아니라고 본다"며 "9ㆍ19 합의는 해상 완충 구역에서 해상 훈련 사격을 중단하기로 한 것이지, 그런 부분 하나하나에 대한 위반은 아니라는 것"이라고 말했다. 그러면서도 "적대행위라든지 군사적 신뢰 구축에 장애가 되는 것은 분명하다"고 했다.
24일 국방부 청사에서 백그라운드 브리핑(백브리핑)을 했다. 백그라운드 브리핑은 익명 보도를 전제로 한 대언론 설명을 의미한다. 군 관계자는 군사 합의상 '완충구역에서의 적대행위 금지' 위반에 해당하는 것 아니냐는 질문에 "군사합의서에는 소화기는 포함되지 않았고 포격만 해당된다"면서 "사격은 규정돼 있지 않다"고 말했다. 그러나 브리핑에 배석한 다른 군 관계자는 이내 "합의 위반인지 아닌지 면밀히 검토해봐야 한다"며 군 당국의 공식 입장을 즉각 정정했다.

## 반응
9월 24일 연합뉴스TV는 "유가족은 (전화)통화에서 이 씨가 월북을 시도할 동기가 없다고 주장했다"고 보도했다. 또한 조선일보와의 통화에서 이대준씨의 형은“명색이 공무원이고, 처자식도 있는 동생이 월북했을 가능성은 전혀 없다”고 단언했다. 다음 날인 9월 25일에는 사망한 공무원의 유가족이 "북한의 사과가 완벽하지는 않지만 받아들이겠다고" 말했으며, 사망자의 시신이 송환돼야 한다고 말했다. 또한 "또 동생 사건에도 불구하고 김 위원장의 사과가 나왔으니 남북관계가 좀 풀렸으면 좋겠다"고도 밝혔다.
9월 25일 오전 조선로동당 중앙위원회 통일전선부 명의의 통지문이 청와대 앞으로 도착했다. 서훈 국가안보실장은 이날 오후 2시 춘추관 브리핑을 통해 통지문의 내용을 공개하였다. 김정은 북한 국무위원장이 북한군의 어업지도원 총격 사망사건에 관해 “뜻밖의 불미스러운 일이 발생해 문재인 대통령과 남녘 동포들에게 커다란 실망감을 준 데 대단히 미안하게 생각한다”라고 밝혔다. 그러나 주검을 불태웠다는 대한민국 정부의 발표에 관해서는 “소각한 것은 부유물이었다”라고 주검을 불태운 사실이 없다고 했다. 또한 통지문에서 이런 사실을 전하며 “북남 사이 관계에 분명 재미없는 작용을 할 일이 우리 수역에서 발생한 데 대해 귀측에 미안한 마음을 전한다”라고 사과했다.
9월 25일, 통지문에 담긴 사과를 두고 국가정보원을 비롯한 여권에서는 이례적이고 진솔한 사과라고 평한 반면, 야당 국민의 힘은 '사과 시늉'이라는 입장을 밝혔다.
9월 26일, 국민의 힘은 ‘북한의 우리 국민 사살·화형 만행 진상조사 TF’라는 TF를 꾸리는 등 사건에 대한 경위를 조사하며 정부와 여당의 대응을 비판하였다. 이런 움직임에 대해 더불어민주당은 생명보다 소중한 것은 없다는 것은 평범한 상식이라며, 국민께서 목숨을 잃으신 일을 정쟁과 정부공격에 이용하지 말아달라는 논평을 내었다.

## 같이 보기
- 금강산
- 금강산관광지구
- 삼일포역
- 현대아산
- 5.24 조치
- 금강산 관광객 피격 사망 사건